# Plan Lagunilla
Plan Lagunilla är en ort i Mexiko.   Den ligger i kommunen Copanatoyac och delstaten Guerrero, i den sydöstra delen av landet, 230 km söder om huvudstaden Mexico City. Plan Lagunilla ligger 1 644 meter över havet och antalet invånare är 178.
Terrängen runt Plan Lagunilla är kuperad åt nordost, men åt sydväst är den bergig. Runt Plan Lagunilla är det ganska glesbefolkat, med 32 invånare per kvadratkilometer. Närmaste större samhälle är Tlapa de Comonfort, 19,6 km nordost om Plan Lagunilla. I omgivningarna runt Plan Lagunilla växer huvudsakligen savannskog.